# Cyllamyces
Cyllamyces is een monotypisch geslacht van schimmels behorend tot de familie Neocallimastigaceae.

## Taxonomische indeling
Volgens Index Fungorum bevat het geslacht een soort (peildatum april 2023):
| Soortnaam            | Auteur(s)                                                 | Publicatiejaar |
| -------------------- | --------------------------------------------------------- | -------------- |
| Cyllamyces aberensis | Ozkose, B.J. Thomas, D.R. Davies, G.W. Griff. & Theodorou | 2001           |